# PTPRC
پروتئین تیزوزین فسفاتاز، شبه گیرنده‌ای، C (انگلیسی: Protein tyrosine phosphatase, receptor type, C) که به‌اختصار «PTPRC» نامیده می‌شود، یک آنزیم است که در انسان توسط ژن «PTPRC» کُد می‌شود. این مولکول در واقع همان آنتی‌ژن «CD45» است که در آغاز «آنتی‌ژن مشترک لکوسیت» (LCA) نام داشت.
این آنزیم عضوی از خانوادهٔ پروتئین تیروزین فسفاتاز و نوعی «پروتئین تراپوسته‌ای نوع اول» است که در ترارسانی پیام در جریان خون‌سازی نقش مهکی ایفا می‌کند و در تمامی سلول‌های هماتوپوئتیک تمایزیافته (به استثنای گلبول قرمز و پلاسماسل) حضور دارد.
این آنزیم همچنین در سرطان‌هایی نظیر لنفوم، لوسمی مزمن لنفاوی لنفوسیت بی، لوسمی سلول مویی و لوسمی حاد مغز استخوان (AML) بیان می‌شود.

## بیشتر بخوانید
- Tchilian EZ, Beverley PC (2002). "CD45 in memory and disease". Arch. Immunol. Ther. Exp. (Warsz.). 50 (2): 85–93. PMID 12022705.
- Ishikawa H, Tsuyama N, Abroun S, Liu S, Li FJ, Otsuyama K, Zheng X, Kawano MM (2004). "Interleukin-6, CD45 and the src-kinases in myeloma cell proliferation". Leuk. Lymphoma. 44 (9): 1477–81. doi:10.3109/10428190309178767. PMID 14565647.
- Stanton T, Boxall S, Bennett A, Kaleebu P, Watera C, Whitworth J, French N, Dawes R, Hill AV, Bodmer W, Beverley PC, Tchilian EZ (2004). "CD45 variant alleles: possibly increased frequency of a novel exon 4 CD45 polymorphism in HIV seropositive Ugandans". Immunogenetics. 56 (2): 107–10. doi:10.1007/s00251-004-0668-z. PMID 15057492.
- Huntington ND, Tarlinton DM (2005). "CD45: direct and indirect government of immune regulation". Immunol. Lett. 94 (3): 167–74. doi:10.1016/j.imlet.2004.05.011. PMID 15275963.
- Jameson  R (2006). "CD45". Immunology course for undergraduates. Davidson College. Archived from the original on 16 May 2012. Retrieved 2011-10-24.